# Luppertsseifen
Luppertsseifen ist ein Ortsteil der Ortsgemeinden Oberpierscheid und des Ortsteils Burscheid der Ortsgemeinde Berkoth im Eifelkreis Bitburg-Prüm in Rheinland-Pfalz.

## Geographische Lage
Luppertsseifen liegt rund 2,5 km südlich von Oberpierscheid in Tallage. Der Ortsteil ist von wenigen landwirtschaftlichen Nutzflächen aber vor allem von umfangreichem Waldbestand umgeben. Westlich des Ortes fließt der Radenbach. Das südliche Ortsende von Luppertsseifen bildet den Ortsteil von Burscheid. Es handelt sich um ein Sackgassendorf mit einziger Anbindung aus Richtung Röllersdorf.

## Geschichte
Zur genauen Entstehungsgeschichte von Luppertsseifen liegen keine Angaben vor. Man geht jedoch stark davon aus, dass der Ort ähnlich wie Philippsweiler von Arbeitern des Eisenhüttenwerks Merkeshausen (Oberpierscheid) gegründet wurde. Da dort keine Unterbringung möglich war, siedelten sich die Arbeiter rund um Oberpierscheid an und es entstanden die heutigen Ortsteile der Gemeinde.

## Wappen von Oberpierscheid

Das Wappen der heute übergeordneten Gemeinde Oberpierscheid wurde in Anlehnung an die vier Ortsteile und Wohnplätze der Gemeinde entworfen und stellt diese ebenfalls symbolisch dar.
Wappenbegründung: Rot und Silber sind die Farben der Grafen von Vianden, denen seit dem 14. Jahrhundert die luxemburgischen Herrschaft Neuerburg auf deren einstigem Gebiet Oberpierscheid liegt. Der Eichenzweig soll auf die traditionsreiche Holzwirtschaft hinweisen. Vier Blätter und vier Eicheln sollen zugleich die vier Ortschaften (Oberpierscheid, Philippsweiler, Röllersdorf und Luppertsseifen) und die vier Weiler/Gehöfte (Dehnseifen, Hausmannsdell, Merkeshausen und Trampertsdell) im Wappen vertreten. Im unteren Teil des Wappens ist die Kapelle des hl. Simeon zu sehen; sie ist urkundlich bezeugt, seit 1408.

## Naherholung
Rund um Oberpierscheid existieren einige Wanderwege, die sich vor allem auf das Prümtal konzentrieren. In Luppertsseifen selbst gibt es den Wanderweg 18 des Naturpark Südeifel. Hierbei handelt es sich um einen Rundwanderweg mit einer Länge von rund 10 km. Er verbindet die Ortsteile von Oberpierscheid und zeigt die typische Besiedelung des Isleks aus meist kleinen Ansiedelungen mit wenigen Häusern. Ein weiteres Highlight sind die zahlreichen Aussichtspunkte entlang der Route.
Auch südlich des Ortes verlaufen mehrere Routen, vor allem durch die Wälder rund um den Itzfelderhof (Wohnplatz von Burscheid, Ortsgemeinde Berkoth). Hierbei handelt es sich um Rundwanderwege mit Längen von rund 5 km.

## Verkehr
Es existiert eine Busverbindung.
Luppertsseifen bildet ein Sackgassendorf und ist nur über die Kreisstraße 123 durch den Ortsteil Röllersdorf aus Richtung Oberpierscheid erreichbar. Diese endet im Ort. Die nächstgelegene Verkehrsanbindung ist die Landesstraße 9, südlich von Oberpierscheid.

## Einzelnachweis
1. ↑  Wanderweg 18 Naturpark Südeifel, Oberpierscheid. Abgerufen am 6. Juli 2021.